# Otuyo
Otuyo – miasto w Boliwii, w departamencie Potosí, w prowincji Cornelio Saavedra.